# Arnold Origi Otieno
Arnold Origi Otieno (ur. 15 listopada 1983) – piłkarz kenijski grający na pozycji bramkarza.  Od 2013 roku jest zawodnikiem klubu Lillestrøm SK.

## Kariera klubowa
Karierę piłkarską Origi Otieno rozpoczął w klubie Mathare United ze stolicy kraju Nairobi. W 2001 roku zadebiutował w jego barwach w kenijskiej Premier League. W Mathare United występował do 2006 roku. Wtedy też przeszedł do innego stołecznego klubu, Tusker FC. W sezonie 2006/2007 wywalczył z nim tytuł mistrza Kenii.
W 2007 roku Origi Otieno przeszedł do norweskiego zespołu Moss FK, grającego w norweskiej 1. divisjon. W 2010 roku spadł z Moss FK do 2. divisjon.
| Sezon   | Klub               | Kraj     | Rozgrywki      | Mecze | Bramki |
| ------- | ------------------ | -------- | -------------- | ----- | ------ |
| 2001    | Mathare United     | Kenia    | Premier League | ?     | ?      |
| 2002/03 | Mathare United     | Kenia    | Premier League | ?     | ?      |
| 2003/04 | Mathare United     | Kenia    | Premier League | ?     | ?      |
| 2004/05 | Mathare United     | Kenia    | Premier League | ?     | ?      |
| 2005/06 | Mathare United     | Kenia    | Premier League | ?     | ?      |
| 2006/07 | Tusker FC          | Kenia    | Premier League | ?     | ?      |
| 2007    | Moss FK            | Norwegia | Adeccoligaen   | 24    | 0      |
| 2008    | Moss FK            | Norwegia | Adeccoligaen   | 8     | 0      |
| 2009    | Moss FK            | Norwegia | Adeccoligaen   | 8     | 0      |
| 2010    | Moss FK            | Norwegia | Adeccoligaen   | 20    | 0      |
| 2011    | Moss FK            | Norwegia | 3. divisjon    | 15    | 0      |
| 2011    | Fredrikstad FK     | Norwegia | Tippeligaen    | 2     | 0      |
| 2012    | Ullensaker/Kisa IL | Norwegia | Adeccoligaen   | 29    | 0      |
| 2013    | Lillestrøm SK      | Norwegia | Tippeligaen    | 10    | 0      |

## Kariera reprezentacyjna
W reprezentacji Kenii Origi Otieno zadebiutował w 2005 roku.